# Airport trolibusz
A debreceni Airport trolibusz a Nagyállomás és az Airport Debrecen között közlekedett. Útvonala megegyezett a néhai 44R jelzésű autóbuszéval.
A járat érdekessége, hogy a fent említett megállóhelyek között nincs kiépített felsővezeték, azaz a vonal teljes hosszát a trolibuszok önjáró üzemben tették meg. Ez a 2005-ben újonnan érkező önjáró üzemmódra is képes Ganz-Solaris Trollino 12D típusú trolibuszoknak köszönhetően vált lehetségessé.
A járat nem a normál díjszabással volt igénybe vehető, hanem 500 Forintot kértek egy útért, az oda-vissza jegy 1000 Forint volt.
Az első járat 2006. június 8-án, az első charterek elindulásának köszönhetően közlekedett. Az utolsó „Airport trolibusz” jelzésű járat mindössze pár hónappal később indult el. Az új reptéri járat bevezetéséig 2012-ig kellett várni az utasoknak.
Napjainkban az Airport 1 és Airport 2 jelzésű autóbuszok szolgálják ki a repülőtér forgalmát.

## Járművek
A viszonylaton Ganz-Solaris Trollino 12D típusú szóló trolibuszok közlekedtek.

## Útvonala
| Nagyállomás felé                                                              | Airport Debrecen felé                                                         |
| ----------------------------------------------------------------------------- | ----------------------------------------------------------------------------- |
| Airport Debrecen vá. – Mikepércsi út – Homokkerti felüljáró – Nagyállomás vá. | Nagyállomás vá. – Homokkerti felüljáró – Mikepércsi út – Airport Debrecen vá. |

## Megállóhelyei
A járat adatai:
| 0  | Nagyállomás      | 12 | 1 2 2, 3, 4, 4Y, 7, 8, 9, 10, 14, 16, 18, 18Y, 21, 30, 31, 32, 37, 38, 39 személyvonat, sebesvonat, gyorsvonat, IC, EC, expresszvonat |
| 2  | Debreceni Erőmű  | 10 | 4, 4Y, 7, 18, 18Y |
| 4  | Leiningen utca   | 9  | 4, 4Y, 7, 18Y |
| 6  | Bulgár utca      | 8  | 4, 4Y |
| 7  | Hun utca         | 7  | 4, 4Y |
| 8  | Somolyai utca    | 6  | 4 |
| 13 | Airport Debrecen | 0  | |